# Ommata aurata
Ommata aurata là một loài bọ cánh cứng trong họ Cerambycidae.